# Фетица
Фетица (рум. Fetiţa) — село в Чимишлийском районе Молдавии. Наряду с сёлами Албина и Мерены входит в состав коммуны Албина.

## География
Село расположено на высоте 112 метров над уровнем моря.

## Население
По данным переписи населения 2004 года, в селе Фетица проживает 436 человек (220 мужчин, 216 женщин).
Этнический состав села:
| Национальность | Число жителей | Процентный состав |
| -------------- | ------------- | ----------------- |
| молдаване      | 418           | 95.87             |
| украинцы       | 15            | 3.44              |
| русские        | 3             | 0.69              |
| Всего          | 436           | 100%              |